# Бернштадт-ауф-дем-Айген
Бернштадт-ауф-дем-Айген (нім. Bernstadt auf dem Eigen) — місто в Німеччині, розташоване в землі Саксонія. Входить до складу району Герліц. Складова частина об'єднання громад Бернштадт/Шенау-Берцдорф.
Площа — 51,89 км2. Населення становить 3298 ос. (станом на 31 грудня 2020).

## Галерея

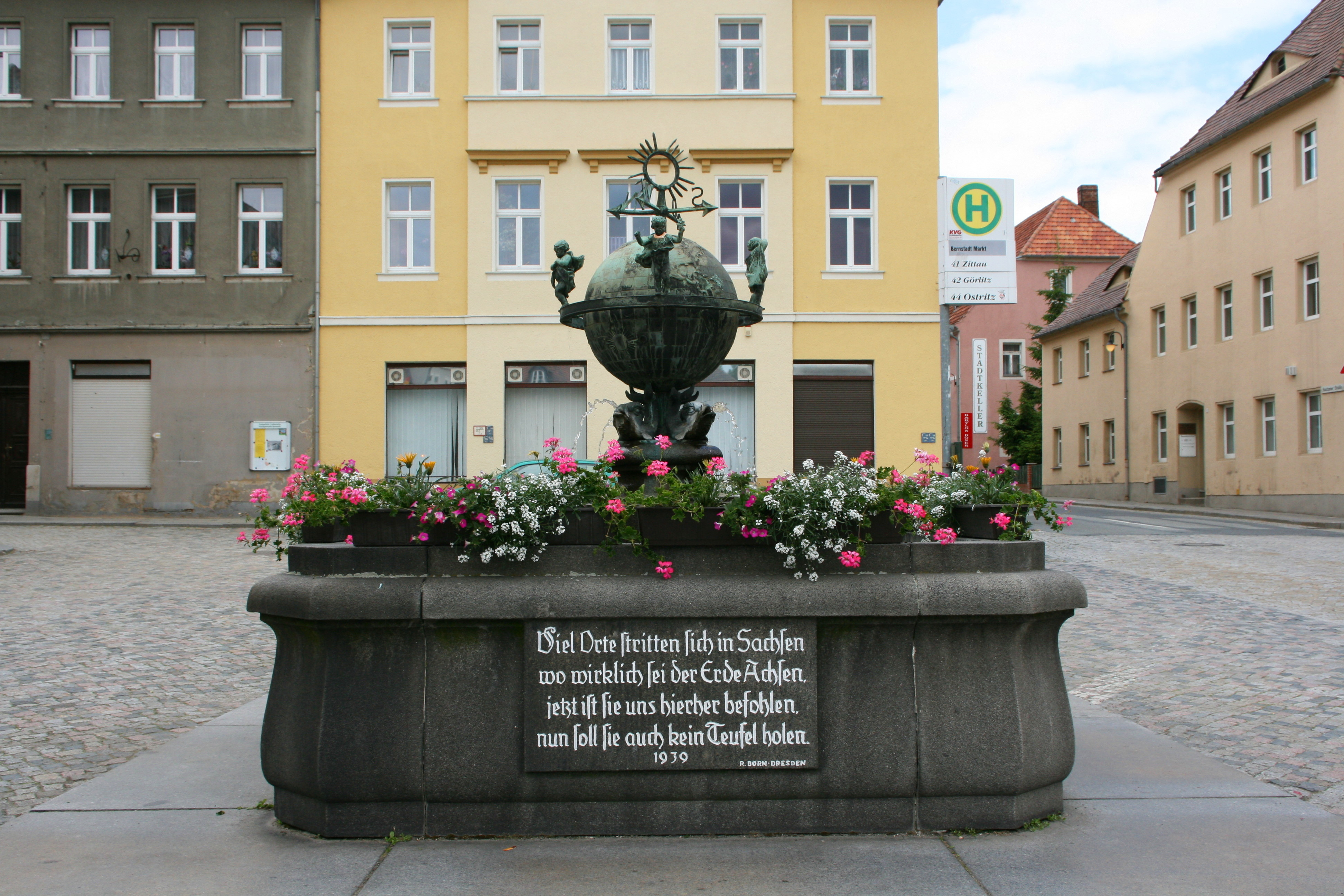
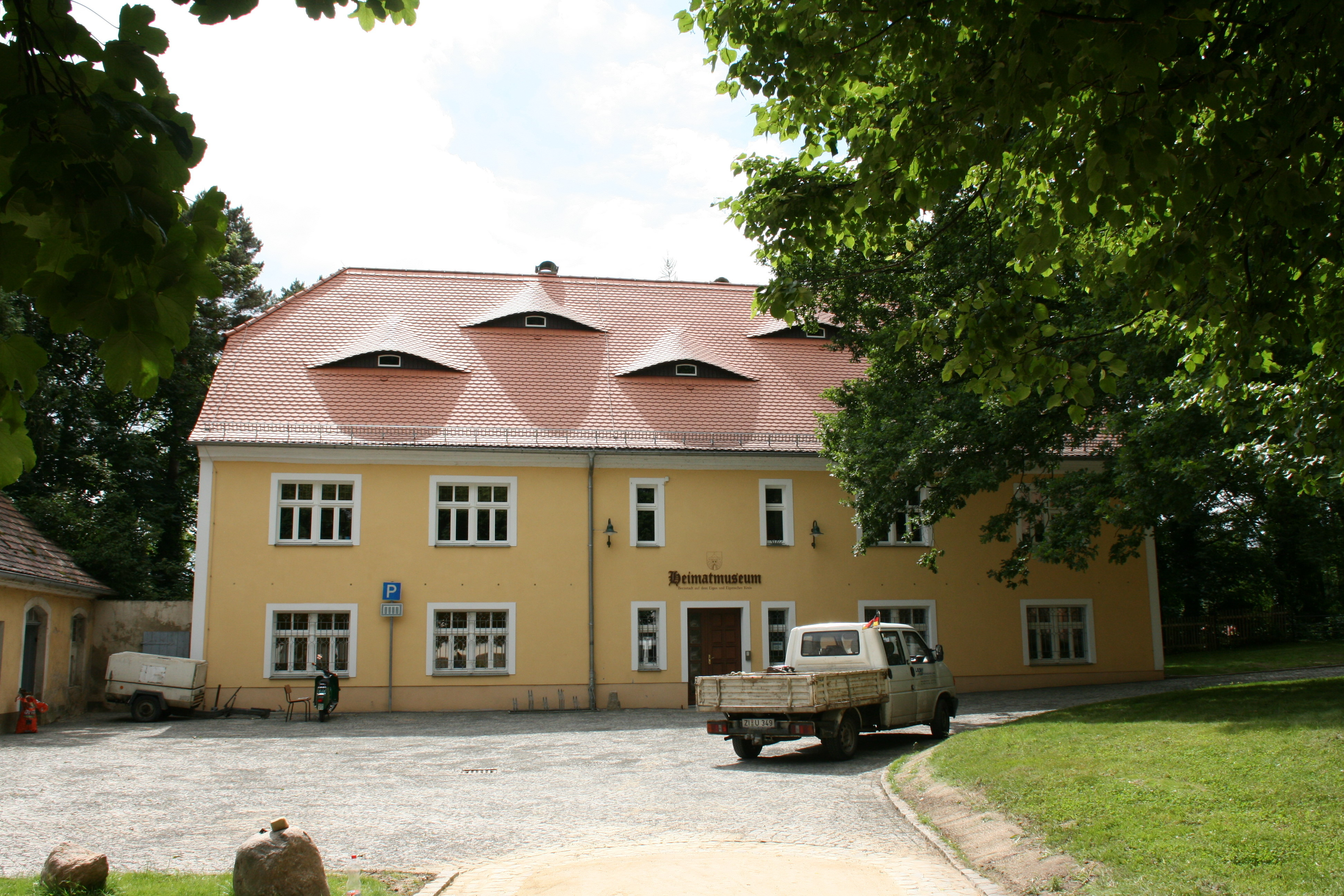
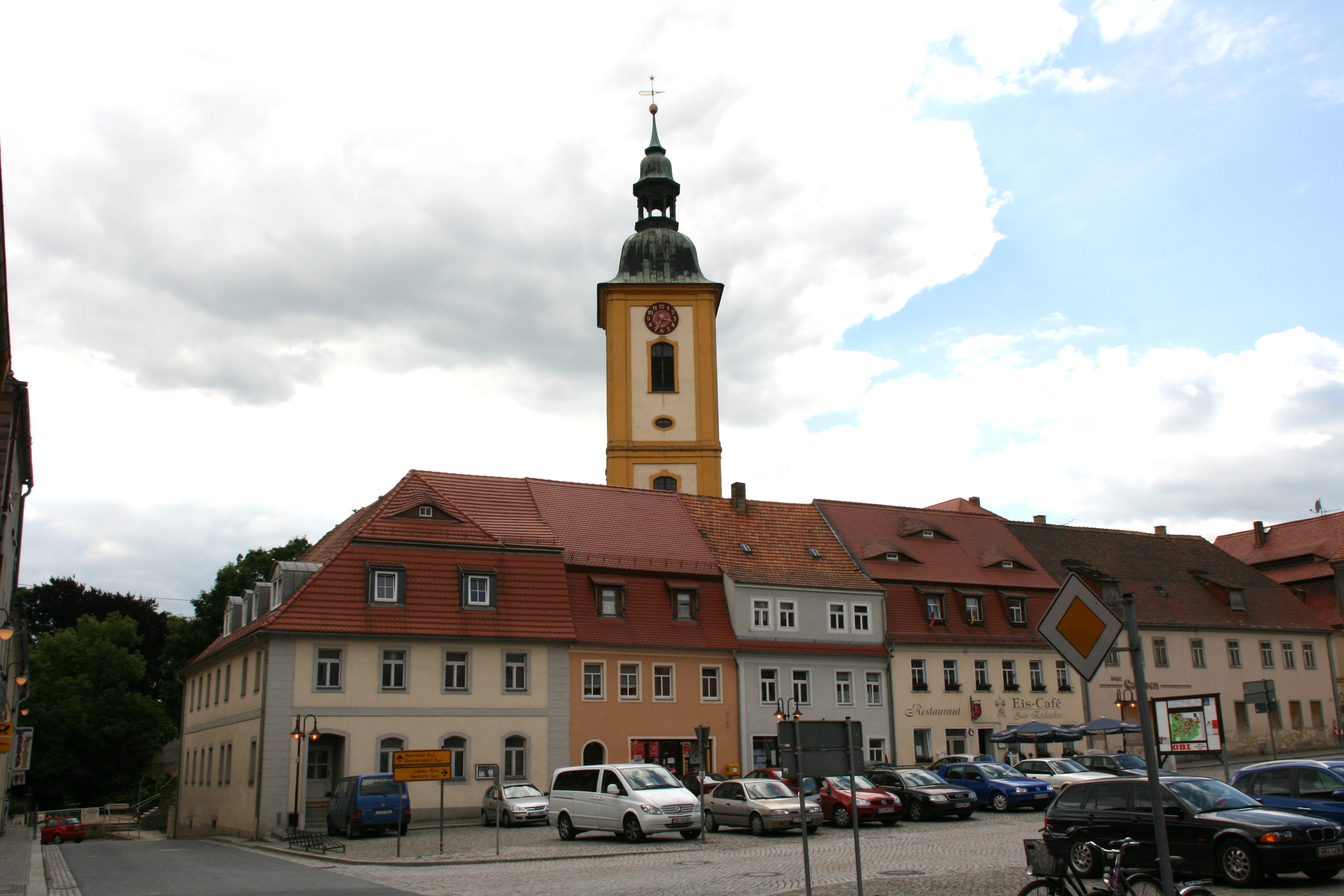